# 橋田壽賀子ドラマ おんなは一生懸命
『橋田壽賀子ドラマ おんなは一生懸命』（はしだすがこドラマ おんなはいっしょうけんめい）は、1987年10月5日から1988年3月28日までTBS系列局で放送されていたTBS製作のテレビドラマである。全25話。放送時間は毎週月曜 21:00 - 21:54 （日本標準時）。

## 概要
泉ピン子の半生をモデルとした作品で、泉本人が主人公および彼女の実母役を演じていた。
レギュラー放送終了から1年半後の1989年10月2日、『おんなは一生懸命スペシャル・結婚』が同じくTBS系列局で放送された。
続編ではなく、TVシリーズとは関連のない外伝的内容の作品だった。

## あらすじ
高校生の神野桃（じんのもも）は芸人への夢を諦めきれず、家族の反対を押し切って学校を中退・家出をし、漫談師・波どん太（なみどんた）の下へ弟子入りする。

## 出演

### 主要人物
- 神野桃（主人公）：山辺江梨（第二回）→泉ピン子（第三回 - ）
- 神野（旧姓：澤井）静（桃の実母）：泉ピン子（二役）（第一回、第二回）
- 神野 → 矢代杏[1]（桃の異母妹）：佐藤由紀絵（第三回 - 第六回） → 紺野美沙子（第八回 - ）
- 神野平吉（桃の父）：藤岡琢也（第二十三回、第二十四回では出番なし）
- 神野（旧姓：原田）高子（平吉の愛人→桃の継母）：林美智子
- 神野はつ（桃の祖母、平吉の母）：赤木春恵（第十回、第十八回では出番なし）
- 立野春子（君子の一人娘）：東てる美（第四回 - 第十回、第十二回、第十四回、第十七回 - ）
- 曽我（小料理「辰巳」の客、芸能事務所「古葉芸能プロダクション」社員）：岡本信人（第五回、第六回、第八回 - 第十七回、第二十回、第二十二回、最終回）
- 大川勇（春樹の付き人 → キャバレーのボーイ → 桃のマネージャー）：矢崎滋（第六回、第七回、第十一回 - ）
- 青山幸代（番組AD → プロデューサー）：浅田美代子（第六回 - 第八回、第十二回 - ）
- ナレーション：奈良岡朋子

### 準レギュラー・ゲスト
- 竹山登世（竹山美容院の主人）：森光子（特別出演）（第一回 - 第三回）
- 立野君子（君香）（芸者 → 小料理「辰巳」女将）：草笛光子（第一回 - 第五回、第二十一回 - ）
- 神野文子（平吉の兄の妻）：五大路子（第二回、第三回）
- 古葉公三（小料理「辰巳」の客、芸能事務所「古葉芸能プロダクション」社長）：丹波哲郎（第四回、第五回、第十一回、第十二回、第二十二回、最終回）
- なみどん太（人気コメディアン）：いかりや長介（第六回 - 第九回）
- 和田絹子（どん太の付き人）：沢田雅美（第六回、第七回）
- 川村貞夫（小料理「辰巳」板前）：渡辺寛二（第四回、第五回、第八回、第九回、第十二回、第十四回、第十七回、第二十一回、第二十三回 - ）
- 清（小料理「辰巳」板前）：坂本真吾（第八回、第九回、第十二回、第十四回、第十五回、第二十一回、第二十三回 - ）
- 太田（芸能事務所「古葉芸能プロダクション」事務員）：山崎智巳（第五回、第六回、第九回、第十一回 - 第十七回、第二十回、第二十二回、最終回）
- 八木俊作（会社社長）：篠田三郎（第九回、第十回）
- 雪江（スナックのママ）：小鹿ミキ（第九回、第十回）
- 八木芳子（俊作の妻）：二木てるみ（第十回）
- 川上みどり（新人歌手）：松本伊代（第十回 - 第十三回）
- 伊能良介[2]（人気俳優）：三田村邦彦（第十三回 - 第二十一回、最終回）
- 川上光子（みどりの母）：浅利香津代（第十四回）
- 戸村 → 伊能佐和（京料理屋の娘、良介の結婚相手）：岡本茉利（第十九回、最終回）
- 小沢志乃（芸者、静の友人）：杉村春子（特別出演）（第二十回、最終回）
- 矢代浩[3]（杏の恋人→夫）：橋爪淳（第二十三回 - ）
- 久満義信[4]（旅館の一人息子、小料理「辰巳」の客）：大和田獏（第二十三回 - ）
- 矢代正造（浩の父）：梅野泰靖（第二十四回）
- 矢代滝子（浩の母）：奈良岡朋子（第二十四回）
- 久満好枝：（義信の母、旅館の女将）：乙羽信子（最終回）
- 舞台演出家：石井ふく子（最終回、ノンクレジット）
- 舞台に出演する女優（役名：信乃）：松原智恵子（最終回、本人役）
- ファンの男：西田敏行（最終回、友情出演）

### その他の登場人物

#### 第一回、第二回
- 花丸（竹山美容院の客、芸者）：いまむらいづみ
- 加津（竹山美容院の従業員）：茅島成美
- 照葉（竹山美容院の客、芸者）：磯野洋子
- 小菊（〃）：渡辺陽子
- 幸子（竹山美容院の従業員）：青田浩子
- 伸子（竹山美容院の従業員）：河野美地子
- 芸者衆：服部美也子、小川奈穂子、大越ゆかり、橋本るり子、西海真理

#### 第一回
- 貞代（竹山美容院の客、料亭の女将）：大鹿次代
- 久子（宿の主人、元芸者。本編中は「もとちよ姐さん」と呼ばれている）：本阿弥周子
- 出前の少女：曽根未来
- 少女：浜村砂里
- 紙芝居：森下正雄

#### 第二回
- 座長：滝昇二郎
- 楽屋番：稲川善二
- 医師：多田幸雄
- 看護婦：唐木ちえみ
- 座員：手島雅彦、桂木十四夫、早瀬たけお

#### 第三回
- 警官：杉崎照彦
- 道子（竹山美容院の従業員）：熊倉玲子

#### 第四回
- 婦人警官：別府康子

#### 第五回
- 秋野ナス（お笑い芸人）：仲一也
- 秋野キュウ（お笑い芸人）：西ヒトシ
- 「辰巳」の客：村上幹夫

#### 第六回
- 南（どん太のマネージャー）：矢島健一（第七回 - 第九回[要説明]）
- 中井（プロデューサー）：早川純一
- 落語家：雷門五郎（第七回[要説明]）
- 漫才師：ふじゆきえ、ふじはなこ（第七回[要説明]）
- 森田春樹（アイドル歌手）：水谷大輔（第七回[要説明]）
- 矢部邦子（若手女優）：黒川明子
- アパートの女：麻ミナ
- 演出家の声：渡部猛（第七回、第八回[要説明]）

#### 第七回
- 野口ミカ（女優）：今野りえ
- 楽屋番：小池幸次
- ミカのマネージャー：清水大敬
- 振付：花柳日夏
- 踊り：花柳糸之社中
- 殺陣指導：國井正廣（最終回[要説明]）
- 鳴り物：森トシ、春風亭柳八、三遊亭おまえ

#### 第八回
- 早見夏子（どん太の付き人）：井上香（第九回[要説明]）
- 警備員：下坂重二
- 小道具係：村沢寿彦
- 合田久美子（人気歌手）：赤井祐子
- 久美子のマネージャー：鈴木和也
- 司会：スージーきくち（第九回、第十回[要説明]）
- レッスン教師：池野成秋
- バンド：大西敏明とハミングバード（第九回、第十回[要説明]）
- 踊り子：杉下なおみ、大塚ひろこ、野口優子

#### 第九回
- 民子（アパートの集金係）：深谷みさお
- バーテン：別府康男（第十回[要説明]）
- 支配人：加賀谷純一
- バンドボーイ：蔵忠芳、加藤久仁郎
- 青柳ミホ（女優）：朝倉沙友美（第十回[要説明]）
- クラブの客：森富士太、原てい光、茂木和範
- アパートの女：夏川加奈子
- 運転手：森山光次
- ミホの付人：深沢猛、楠寿和（第十回[要説明]）
- ダンサー：トゥリード（第十一回[要説明]）

#### 第十回
- 秘書：山本咲子
- 金谷（みどりのマネージャー）：及川ヒロオ(クレジットは乃川ヒロオ)
- 支配人：岡部政明
- 旅館の仲居：安達秀子

#### 第十一回
- リリー（ストリッパー）：井原千寿子（第十六回[要説明]）
- 鬼頭（桃と口論になったヤクザ）：千波丈太郎
- 支配人：山崎満
- 木下（キャバレーの支配人）：飯田和平
- 手品師：松旭斎小天華
- ボーイ：山崎勘太
- 擬闘：國井正廣（第十六回[要説明]）

#### 第十二回
- 戸部（プロデューサー）：清水大敬
- 司会：牧島邦一
- アシスタント：中村三賀美
- フロアディレクター：渡辺司
- 漫才：春風こうた・ふくた
- 落語家：三遊亭窓里
- コント：笑パーティー
- インストラクター：岡部睦

#### 第十三回
- 司会者：山田康雄
- アシスタント：畑恵美子
- フロアディレクター：上田洋一郎（第十七回[要説明]）
- スタッフ：手嶋雅彦（第十三回[要説明]）
- 三条かおり（正月特番の出演者）：小川乃り子
- 指揮者：山本直親
- キャバレー事務員：神田正夫

#### 第十四回
- 滝川則子（女優）：丸尾梨映子
- 手伝いの女：菅原千加代
- インタビュアー：桑奈佳代

#### 第十五回
- 良介の仲間：広井純、吉田悟
- 踊り子：ファーストプロモーション（第十六回[要説明]）

#### 第十六回
- 司会者：鈴木泰明（第十七回、第十八回、第二十回[要説明]）
- 水原（「お笑い事件簿」のプロデューサー）：沼田爆（第十七回、第二十回[要説明]）
- 劇中の女優：嶋津百代
- アナウンス：岡崎潤司
- マジックアシスタント：竹の上さゆり、花島成美
- マジック指導：松旭斎廣子
- 劇中の犯罪者：伊藤康二、星野晃、藤原益二
- スタント：タカハシレーシング

#### 第十七回
- アナウンサー：藤田和弘
- 袖子（近隣の主婦）：五月晴子
- キャバレー支配人：岩倉民雄
- キャバレーの女：由花ゆかり、照本一代
- キャバレーのボーイ：内野繁樹
- キャバレーの呼び込み：谷部勝彦
- 出前の店員：高田祐治

#### 第十八回
- 水川（ドラマのディレクター）：長谷川哲夫
- 記者発表の司会：杉山真太郎
- 劇中劇の出演者：亀井三郎、服部美也子、向井修、橋本るり子
- 女子中学生たち：鈴木和枝、丸崎静香、渡邊いずみ

#### 第十九回
- 神野建設事務員：大城えりみ

#### 第二十回
- たつ子（山奥の旅館の女将）：矢吹寿子（最終回[要説明]）
- そらはれた（『お笑い事件簿』の出演者）：辰巳ヒロシ
- 宿の客：三川雄三、田村元治、石黒正男、加藤治、高橋豊
- 芸者：神楽坂てい子
- 太鼓指導：港㐂伊子

#### 第二十一回
- インタビュアー：西村香記
- 記者：三原聡
- 番宣ディレクター：大黒一生

#### 第二十二回
- 日野明子（女優）：小林トシ江

#### 第二十三回
- 林（プロデューサー）：内山森彦
- 女優：南雲由紀子

#### 第二十四回
- 弓田（プロデューサー）：山中康司
- 仲人夫婦：竹田光裕、秋山京子
- 浩の兄：向井修

#### 最終話
- 外山（プロデューサー）：水森コウ太
- 理加（滋の新妻）：中江友香
- 新人タレント：石川裕司
- 舞台の出演者（役名：きん）：茅島成美
- 舞台の出演者（役名：やくざ）：別府康男、平林章三、中島孝二郎

## おんなは一生懸命スペシャル・結婚 キャスト
- 八田正枝（主人公、蕎麦屋「六兵衛」店主）：泉ピン子
- 大竹ふみ（蕎麦屋「六兵衛」店員）：赤木春恵
- 大竹良（蕎麦屋「六兵衛」店員、ふみの息子）：角野卓造
- 幸子（蕎麦屋「六兵衛」アルバイト、出前担当）：野村真美
- 野崎（誠治の部下）：岡本信人
- 天宮小百合（竜太の母）：林美智子
- 天宮竜太（建築家、正枝の恋人）：大和田獏
- 天宮誠治（竜太の父、信用金庫理事長）：藤岡琢也

## 舞台版キャスト
- 神野桃（主人公）：泉ピン子
- 立野君子（元芸者）：赤木春恵
- 青山幸代（プロデューサー）：沢田雅美
- 大川勇（桃のマネージャー）：岡本信人
- 伊能良介（桃の恋人）：中島久之
- 曽我公平（桃の恋人）：三上直也
- 神野高子（桃の継母）：林美智子
- 神野平吉（桃の父）：藤岡琢也

## スタッフ
- 作：橋田壽賀子
- プロデューサー：石井ふく子
- 演出：井下靖央、竹之下寛次
- 音楽：羽田健太郎